# Wanderlândia
Wanderlândia is een gemeente in de Braziliaanse deelstaat Tocantins. De gemeente telt 9.493 inwoners (schatting 2009).